# Numero uno (singolo)
Numero Uno è un brano pubblicato a inizio 2009 in Germania, e successivamente nel resto d'Europa, dal presentatore e comico tedesco Matthias "Matze" Knop.

## Descrizione
Il brano parla del calciatore italiano Luca Toni, al tempo in forza al Bayern Monaco, entrato velocemente nel cuore dei bavaresi e di tutti i tedeschi. L'autore è molto conosciuto per le sue imitazioni di Toni, in cui spesso si cimenta nei suoi spettacoli; nel video del brano Knop è camuffato nelle sembianze di Toni, di cui scherzosamente carica la figura con gli stereotipati atteggiamenti che il calciatore possiede (stare con belle donne, l'amore per l'Italia ecc.). Il testo presenta l'accostamento di parole italiane di facile conoscenza per il pubblico d'oltralpe, e ogni ritornello conclude appunto che Luca Toni è il numero uno.
Numero Uno è in realtà una cover di Zuppa romana, canzone del 1983 del gruppo bavarese Schrott Nach 8, parodiata nel 1984 da Lino Toffolo in Pasta e fagioli, in cui inverte i ruoli e gli italiani prendono in giro i tedeschi in vacanza in Italia.
Il singolo ha ottenuto un discreto successo in Germania ma anche in Italia, raggiungendo buoni piazzamenti in classifica.

## Tracce
Download digitale
1. Numero Uno – 3:20
2. Heio die Welle – 3:51

## Curiosità
Numero Uno è stato inserito da Sony nel videogioco di karaoke per PlayStation 2 SingStar, nella versione edita in Germania, Italia e Inghilterra che raccoglie le hit riguardanti il calcio, SingStar Fussballhits.